# Matthew Locke
Matthew Locke (Exeter, 1621 – Londra, agosto 1677) è stato un teorico musicale e compositore inglese  dell'epoca barocca.

## Biografia
Locke iniziò a cantare nel coro della Cattedrale di Exeter, sotto Edward Gibbons, fratello di Orlando Gibbons. All'età di diciotto anni si trasferì nei Paesi Bassi, probabilmente convertendosi al Cattolicesimo.
Con Christopher Gibbons (figlio di Orlando), compose le musiche per Cupid and Death, il masque del 1653 di James Shirley. La loro composizione per quel lavoro è l'unica di quell'epoca giunta ai nostri tempi. Locke fu uno dei cinque compositori che scrissero le musiche per The Siege of Rhodes (1656), la prima opera di Sir William Davenant. Locke compose poi la musica per le successive opere di Davenant, The Cruelty of the Spaniards in Peru (1658) e The History of Sir Francis Drake (1659). Scrisse anche le musiche per la marcia processionale per l'incoronazione di Carlo II.
Nel 1673 venne pubblicato il trattato di teoria musicale di Locke, Melothesia,. La pagina del titolo descriveva Locke come "Compositore di Sua Maestà, e organista della cappella di Sua Maestà dei monarchi Carlo II e Caterina di Braganza. Locke fu al servizio di re Carlo anche come compositore della Wind Music ("musica per le cornamuse e i pifferi del Re"), e compositore per i Violini del Re. (Il suo successore nell'ultimo incarico fu Henry Purcell; Locke era un amico di famiglia e potrebbe aver avuto una certa influenza sul giovane compositore). Nel 1675 compose la musica per l'opera di Thomas Shadwell, Psyche.